# Pixie și Dixie și Dr. Jinks
Pixie și Dixie și Dr. Jinks (engleză Pixie and Dixie and Mr. Jinks) este un desen animat produs de Hanna-Barbera Productions ce a fost prezentat inițial ca un segment în The Huckleberry Hound Show din 1958 până în 1961. 

## Despre desen
Desenul prezintă aventurile a doi șoricei, Pixie și Dixie, și a unui motan portocaliu pe nume Jinks. Este foarte similar cu desenul animat Tom și Jerry dar acest desen are doi șoricei în loc de unul și prezintă dialog între personaje de vreme ce Tom și Jerry nu vorbesc de loc.

## Episoade

### Sezonul 1
- Pistol Packin’ Pirate
- Judo Jack
- Little Bird-Mouse
- Kit Kat Kit
- Scardeycat Dog
- Cousin Tex
- Jinks Mice Device
- The Ghost With The Most
- Jiggers…It’s Jinks!
- The Ace Of Space
- Jinks Junior
- Puppet Pals
- Jinks The Butler
- Mark Of The Mouse
- Hypnotize Surprise
- Jinks Flying Carpet
- Dinky Jinks
- Nice Mice
- Cat-Nap Cat

### Sezonul 2
- Mouse Nappers
- Boxing Buddy
- Sour Puss
- Rapid Robot
- King Size Poodle
- Batty Bat
- Hi-Fido
- Mighty Mite
- Bird Brained Cat
- Lend Lease Meece
- A Good Good Fairy
- Heaven's To Jinksy
- Goldfish Fever
- Pushy Cat
- Puss In Boats
- High Jinks
- Price For Mice
- Plutocrat Cat
- Pied Piper Pipe

### Sezonul 3
- Woo For Two
- Party Peeper Jinks
- A Wise Quack
- Missile Bound Cat
- Kind To Meeces Week
- Crewcat
- Jinksed Jinks
- Light Headed Cat
- Mouse For Rent
- King-Size Surprise
- Jinks’ Jinx
- Fresh Heir
- Strong Mouse (Hercules)
- Bombay Mouse
- Mouse Trapped
- Magician Jinks
- Meece Missiles
- Homeless Jinks
- Home Flea

## Legături externe
- Pixie și Dixie și Dr. Jinks la Toonopedia
- Pixie și Dixie și Dr. Jinks Arhivat în 29 iunie 2012, la archive.ph Error: unknown archive URL la Big Cartoon Database
- The Cartoon Scrapbook Arhivat în 31 august 2013, la Wayback Machine. – Profil pe Pixie și Dixie și Dr. Jinks